# Doina
Doina é um gênero de traça pertencente à família Agonoxenidae.